# Nobiltà islandese
La nobiltà islandese (aðall in islandese) comprende tutti gli individui e le famiglie un tempo riconosciute dall'Islanda come membri della classe aristocratica, ovvero godenti di privilegi ereditari.
Questa classe era suddivisa al suo interno in tre categorie:
- Islandesi appartenenti all'aristocrazia dello Stato libero d'Islanda
- Islandesi appartenenti alla nobiltà norvegese
- Islandesi appartenenti alla nobiltà danese.

## Aristocrazia dello Stato libero d'Islanda

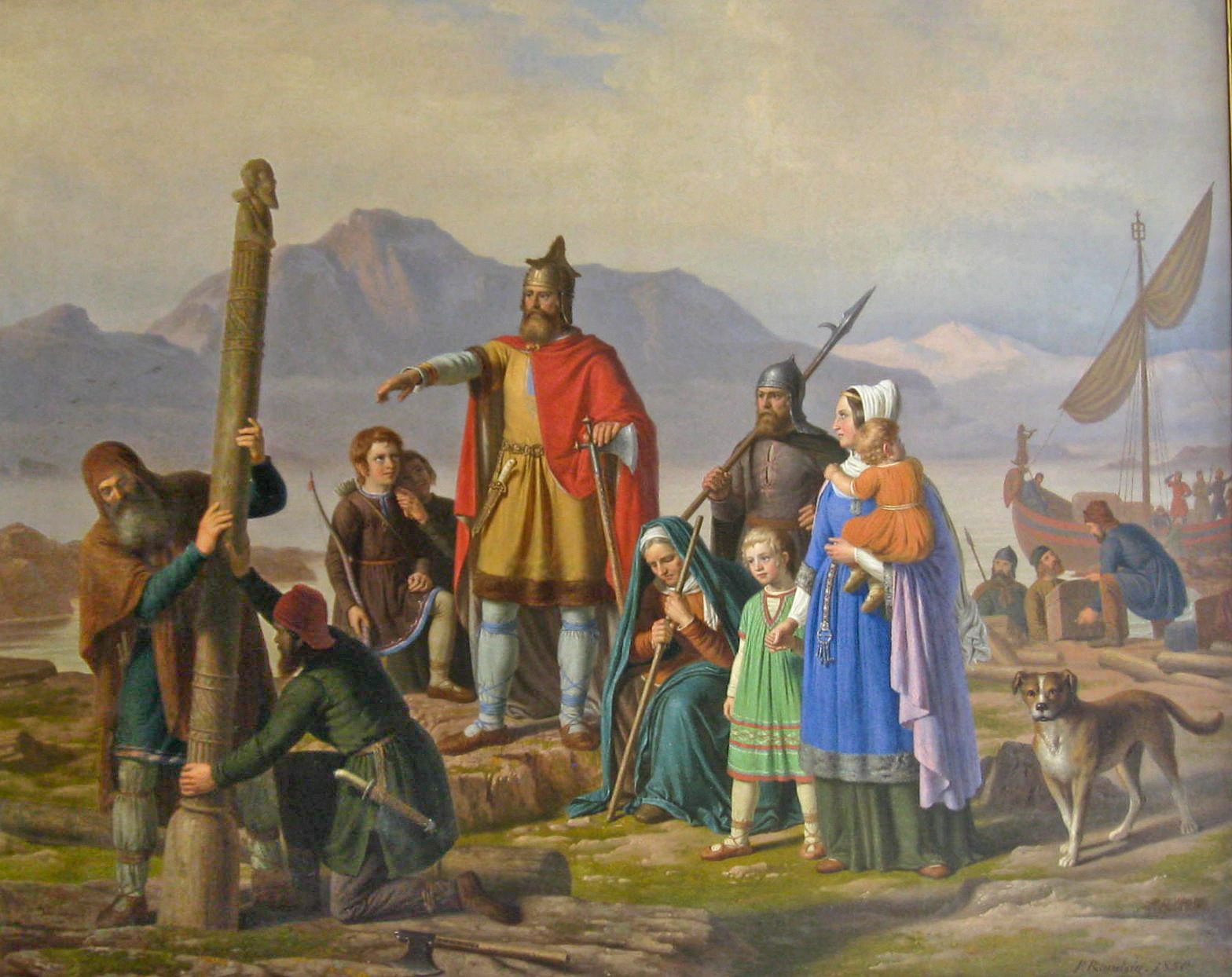
Dipinto del 1850 raffigurante il norvegese Ingólfr Arnarson che prende possesso del sito dove sorgerà la città di Reykjavík.
Autore: Johan Peter Raadsig

Stemma della Contea d'Islanda, variante dello stemma del Regno di Norvegia.

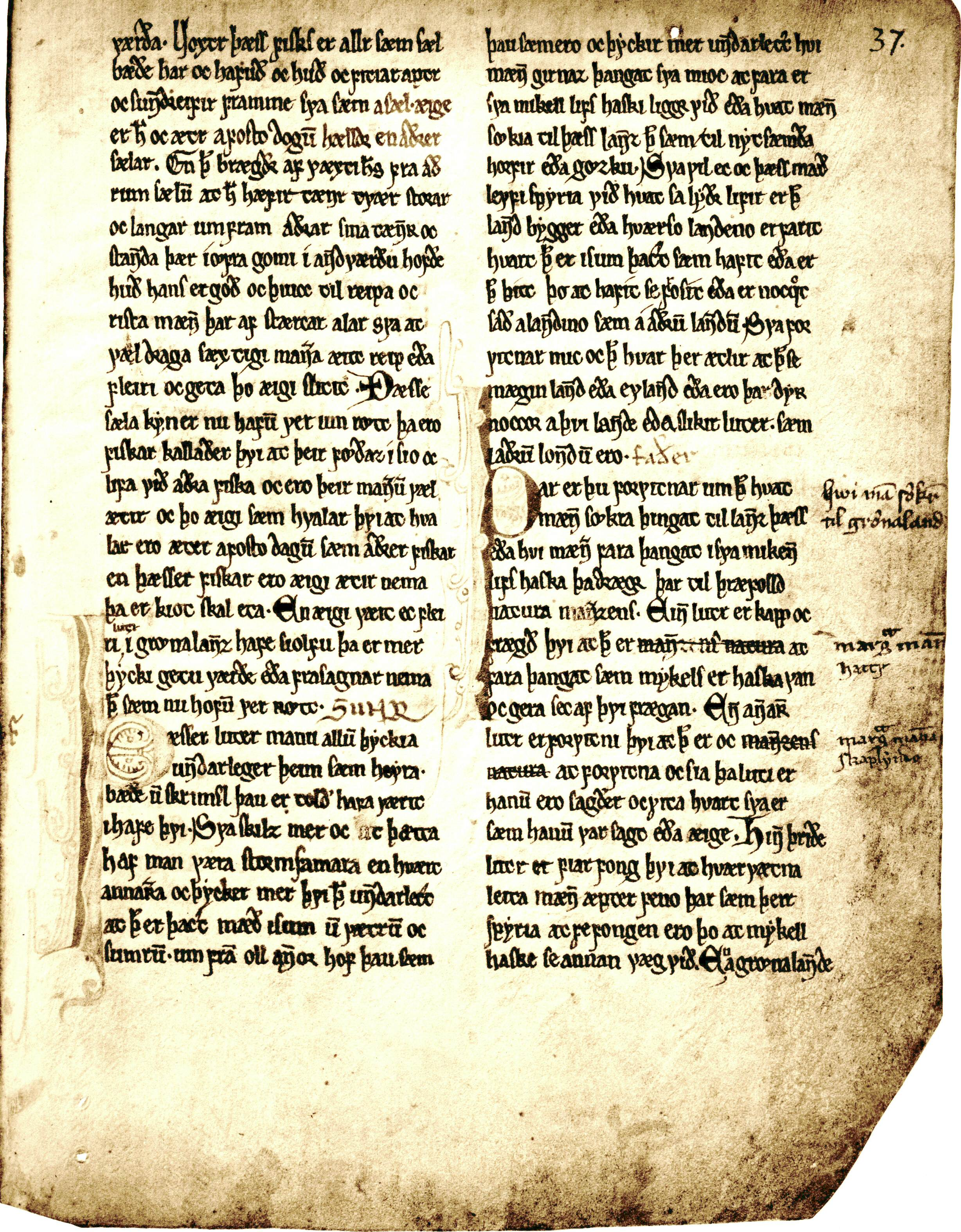
Pagina originale dello Specchio del re.

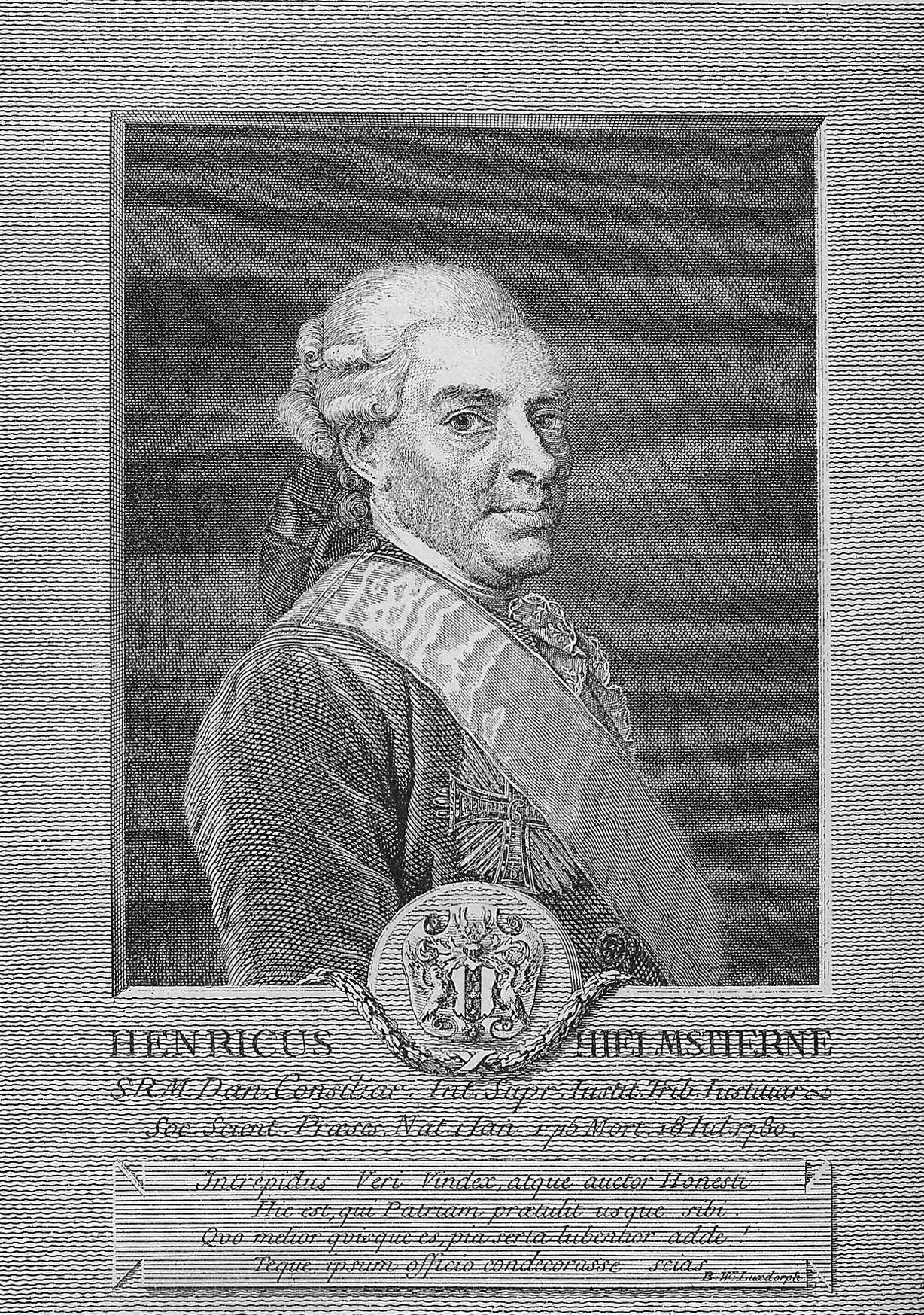
Il nobile islando-danese Henrich Hielmstierne, membro della nobiltà danese.

Durante i primi insediamenti norreni in Islanda, attorno all'874 e sino al 930 circa, i capi e le famiglie aristocratiche provenienti dalle coste norvegesi giunsero in Islanda. Questi si erano rifiutati di accettare Harald I Halfdanson come loro re, preferendo abbandonare la patria. Uno dei primi insediamenti fu Borg, presso Lofoten.
Nei secoli successivi, l'Islanda venne governata prevalentemente da famiglie aristocratiche che quindi, controllando ciascuna una parte dell'isola, consentirono la costituzione di un primo Stato. Tra le famiglie nobili di questo periodo si ricordano gli Sturlungar, gli Ásbirningar, gli Oddaverjar, gli Haukdælir, i Vatnsfirðingar e gli Svínfellingar.
Durante questo periodo vennero creati diversi componimenti poetici e si diede il via alla letteratura islandese grazie anche all'aristocrazia, con personaggi come il poeta Sighvatr Sturluson e lo storico Snorri Sturluson. Le famiglie menzionate ebbero anche un ruolo importante al punto da essere divenute parte della letteratura storica islandese come nel caso della Sturlunga saga.

## Nobiltà norvegese
Tra il 1262 ed il 1814 l'Islanda fece parte del Regno di Norvegia. Il processo che portò l'Islanda a divenire una provincia di un nuovo regno iniziò già dal XII secolo quando diversi islandesi e viaggiatori vennero inclusi nella corte reale di Norvegia.
Jón Loftsson, Bödvar Þórðarson, Órmur Jónsson, Oddur Gissursson e Gissur Hallsson sono descritti come uomini "cui Dio ha dato il potere sul popolo d'Islanda" in una lettera del 1179/1180 di Eysteinn Erlendsson, arcivescovo di Norvegia. Per illustrare le connessioni sempre più presenti tra Islanda e Norvegia all'epoca basta pensare che la madre di Jón era Þóra Magnúsdóttir, figlia del re Magnus III Olafson di Norvegia.
Nel 1220 Snorri Sturluson, figlio adottato di Jón e membro della famiglia degli Sturlunga, divenne vassallo del re Haakon IV di Norvegia. Nel 1235 il nipote di Snorri, Sturla Sighvatsson, accettò la condizione di vassallo del re di Norvegia. A differenza di suo zio, Sturla lavorò attivamente nel tentativo di portare l'intera Islanda sotto la Corona norvegese, minacciando i capi che si rifiutavano di soddisfare le richieste del re di Norvegia. Ad ogni modo, Sturla e suo padre Sighvatr Sturluson vennero sconfitti da Gissur Þorvaldsson, capo dell'Haukdælir, e da Kolbeinn il giovane, capo dell'Ásbirnings, nella Battaglia di Örlygsstaðir, perdendo la posizione di mitici capi d'Islanda.
Nel 1262, a seguito della Vecchia Convenzione, la repubblica indipendente d'Islanda divenne una contea del regno di Norvegia. Gissur Þorvaldsson dell'Haukdælir venne creato primo conte d'Islanda nel 1262, imponendo definitivamente il regno del re di Norvegia sul paese.
Si sa che da quell'epoca i cavalieri islandesi furono sempre in numero di 20-30, tra cui Eiríkur Sveinbjarnarson a Vatnsfjörður († nel 1342) e Arnfinnur Þorsteinsson († nel 1433). I primi titoli nobiliari vennero utilizzati a partire dal 1277. Questi titoli erano nominali e non potevano essere ereditati, ma esprimevano piuttosto la funzione ed il rango come servitori del re.
L'aristocrazia medievale a cui molti islandesi appartenevano divenne nota come hird e venne divisa in tre classi, con la prima divisa a sua volta in tre ranghi. La prima classe era quella degli hirdmann con i lendmann al primo rango, gli skutilsvein al secondo e gli hirdmann ordinari al terzo. Sotto di loro stava la seconda classe costituita dai gjest e la terza dai kjertesvein. Questa organizzazione dell'aristocrazia islandese è contenuta nello Specchio del re e nel Codice della Hird.
Durante la seconda metà del XIII secolo, la cultura delle corti europee continentali iniziò ad influenzare anche la Norvegia. Nel 1277 il re Magnus VI di Norvegia introdusse alcuni cambiamenti: i lendmen vennero chiamati baroni e gli skutilsveins vennero chiamati ridder o più semplicemente cavalieri. Nel 1308 re Haakon V di Norvegia abolì l'istituzione dei lendman/baroni e fu probabilmente durante questo periodo che venne ristrutturata l'aristocrazia islandese in due sole classi: ridder (cavalieri) e væpner (scudieri).
È difficile determinare esattamente quanti cavalieri e quanti scudieri vi fossero tra XIV e XV secolo, ma quando re Haakon V siglò il trattato di pace col re di Danimarca nel 1309, questo venne siglato da 29 tra cavalieri e scudieri. Re Haakon promise che avrebbe concesso contestualmente altri 270 brevetti per cavalieri e scudieri.
Il 1 luglio 1620 ad Althing, Jón Magnússon il vecchio diede lettura di una lettera patente risalente al 1457 e concessa al suo antenato Björn il ricco Þorleifsson da Cristoforo di Baviera nel suo ruolo di re di Norvegia. Jón fu l'ultimo dei nobili norvegesi in Islanda, fenomeno che cessò ufficialmente nel 1660 con l'introduzione dell'assolutismo in Norvegia ed in Danimarca.
Oltre all'aristocrazia secolare, in Islanda vi fu sempre un'aristocrazia di stampo clericale. Le principali posizioni della chiesa islandese erano state sempre ricoperte dalle famiglie chiave dell'Islanda e della Norvegia. I vescovi islandesi dopo il 1262 godettero di "un seggio e un voto" al Riksrådet norvegese. Vi furono anche casi di vescovi non nobili come ad esempio Pétur Nikúlásson úr Hólar (1391–1411), originariamente un monaco danese. L'arcivescovo di Nidaros ebbe dei setesvein in Islanda. Due vescovi vengono menzionati nel 1533, come Oluff Lagmand e Ólafur Lögmaður. Questa aristocrazia terminò con la Riforma islandese.

## Nobiltà danese
Una serie di cittadini islandesi (che formalmente rimasero norvegesi sino al 1814) vennero nobilitati dalla Danimarca. Tra queste famiglie si ricordano gli Hielmstierne ed i Rosencrone.